# Museo civico di Bracciano
Il Museo Civico di Bracciano, inaugurato il 1º aprile 2006, si pone come strumento di conoscenza e valorizzazione dei beni culturali della città di Bracciano, in provincia di Roma e del suo territorio. Le sue collezioni illustrano la vita di Bracciano nel corso dei secoli, dai primi insediamenti etruschi fino al XIX secolo.

## La sede

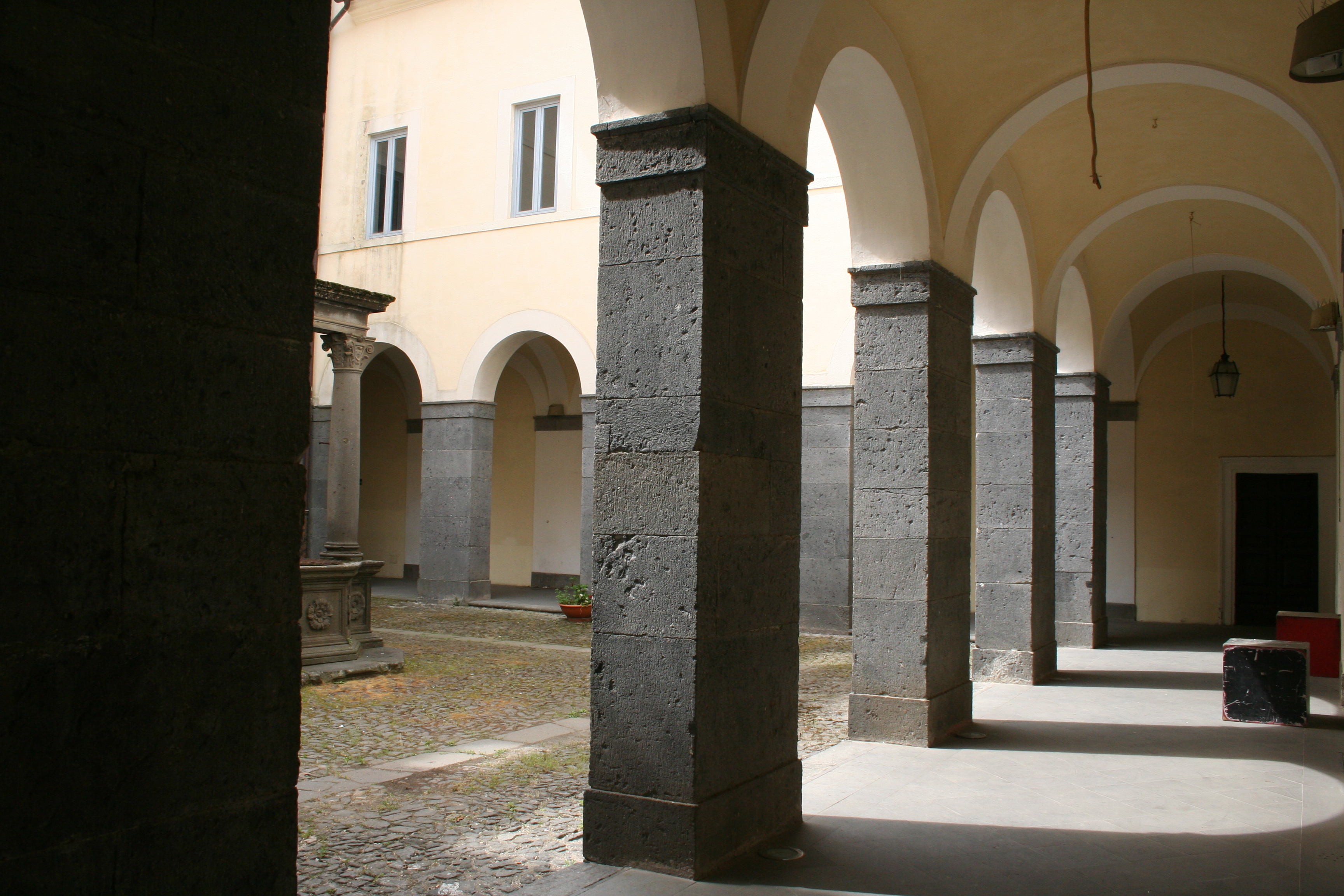
Il chiostro dell'ex convento

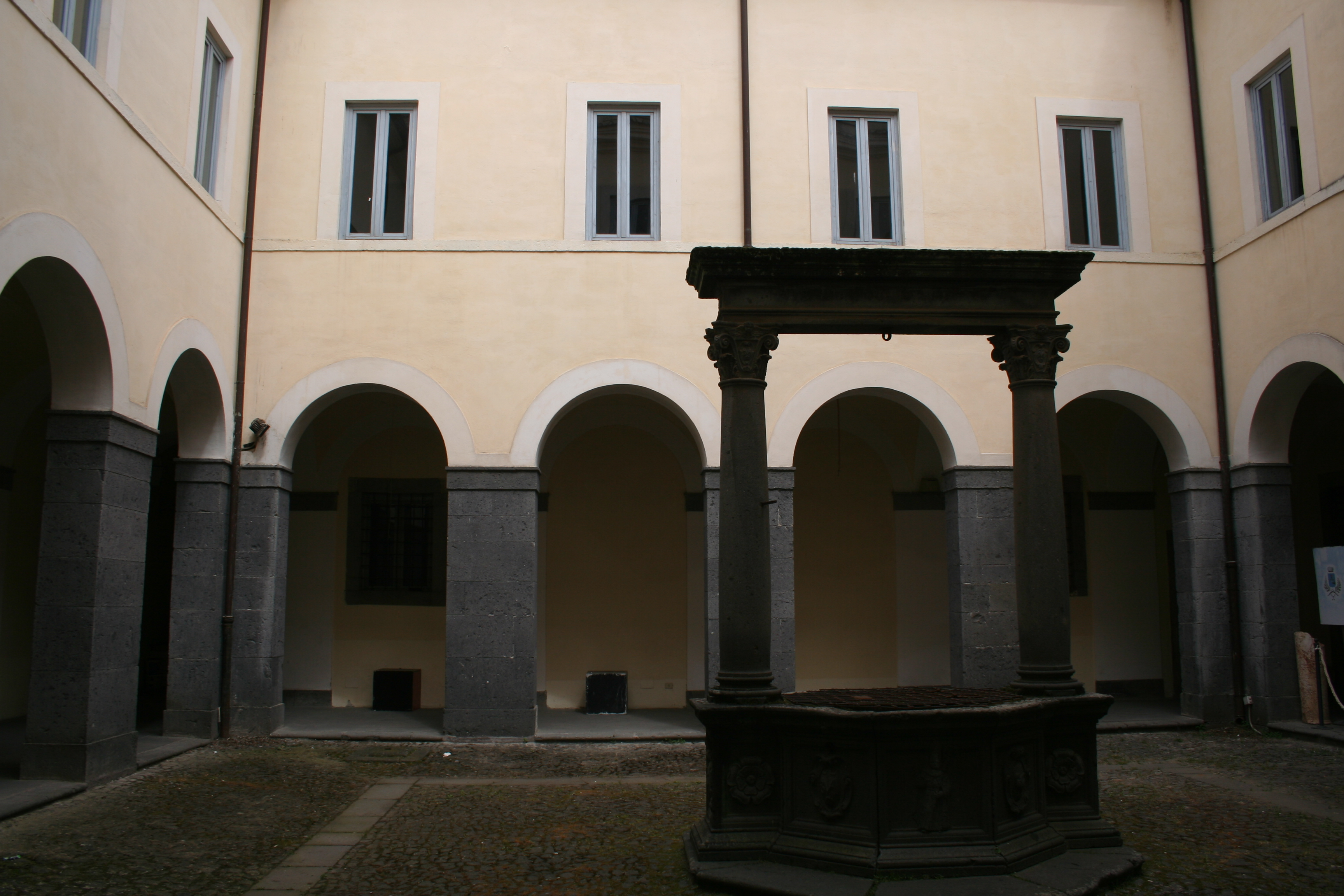
Il pozzo posto nel chiostro

Il museo è allestito al piano terra dell'ex convento di Santa Maria Novella, che fino al secolo scorso ha ospitato i frati Agostiniani. Il convento fu fondato per volontà del cardinale Giordano Orsini; in quell'anno papa Eugenio IV donò agli Agostiniani una casa posta nel Castrum di Bracciano, che si trovava allora fuori dalle mura medievali della cittadina. Solo alla fine del XV secolo il convento fu compreso all'interno del nuovo sistema di fortificazioni. Una lapide, ancora visibile nel chiostro, attesta che nel 1438 fu introdotta nel convento l'osservanza della regola di Sant'Agostino.
Il bellissimo pozzo ottagonale posto al centro del chiostro, unica testimonianza della costruzione originaria, reca su un fianco uno stemma che ricorda le nozze tra Paolo Giordano I Orsini, signore del luogo, e Isabella de' Medici, figlia del signore di Firenze Cosimo I, avvenute nel 1556. Chiude il lato sud del complesso conventuale la chiesa di Santa Maria Novella, la cui costruzione iniziò forse poco dopo la fondazione del convento; la prima consacrazione avvenne però solo nel 1580.
Tra il 1600 e la prima metà del 1700 il convento subì diversi ampliamenti in seguito all’aumento del numero di frati e dei novizi residenti: l’edificio fu quindi interessato spesso da lavori per nuove costruzioni e soprelevazioni delle parti esistenti. Quello di Bracciano era un convento abbastanza importante per l’Ordine agostiniano, tanto che nel 1648 vi fu istituita una scuola di logica e filosofia per i novizi; per ospitare gli studenti fu rialzata di un piano l'ala ovest del convento, quella della originaria casa donata dal papa. 
Nel primi anni del Settecento i frati acquistarono le case e le botteghe su quella che è oggi piazza Mazzini per l’ultimo e definitivo ampliamento del convento: per collegare i vari piani fu necessario costruire la grande scala ancora esistente che partendo dal chiostro collega tutti i piani del palazzo.
La chiesa di Santa Maria Novella subì alla fine del Settecento un sostanziale rifacimento su progetto dell'architetto Nicola Faggioli; l’inaugurazione della nuova chiesa, non ancora consacrata, avvenne nel 1797. Fu con quei lavori che la chiesa assunse l'aspetto che conserva ancora oggi. I lavori interessarono anche le facciate esterne del convento. Alla fine dell'Ottocento, in seguito alla soppressione degli ordini religiosi, il convento divenne proprietà dello Stato e nel 1873 fu ceduto al Comune, che lasciò la chiesa aperta al culto e destinò l'edificio ad usi diversi: scuole elementari, asilo, ufficio postale, e dai primi anni del 1900, Pretura (in seguito uffici del Tribunale) e carcere.
Tra il 1998 ed il 2003 l’edificio è stato completamente restaurato dal Comune, con contributi dello Stato e della Comunità Europea, e destinato a Museo Civico, Archivio Storico ed uffici comunali.

## Le collezioni

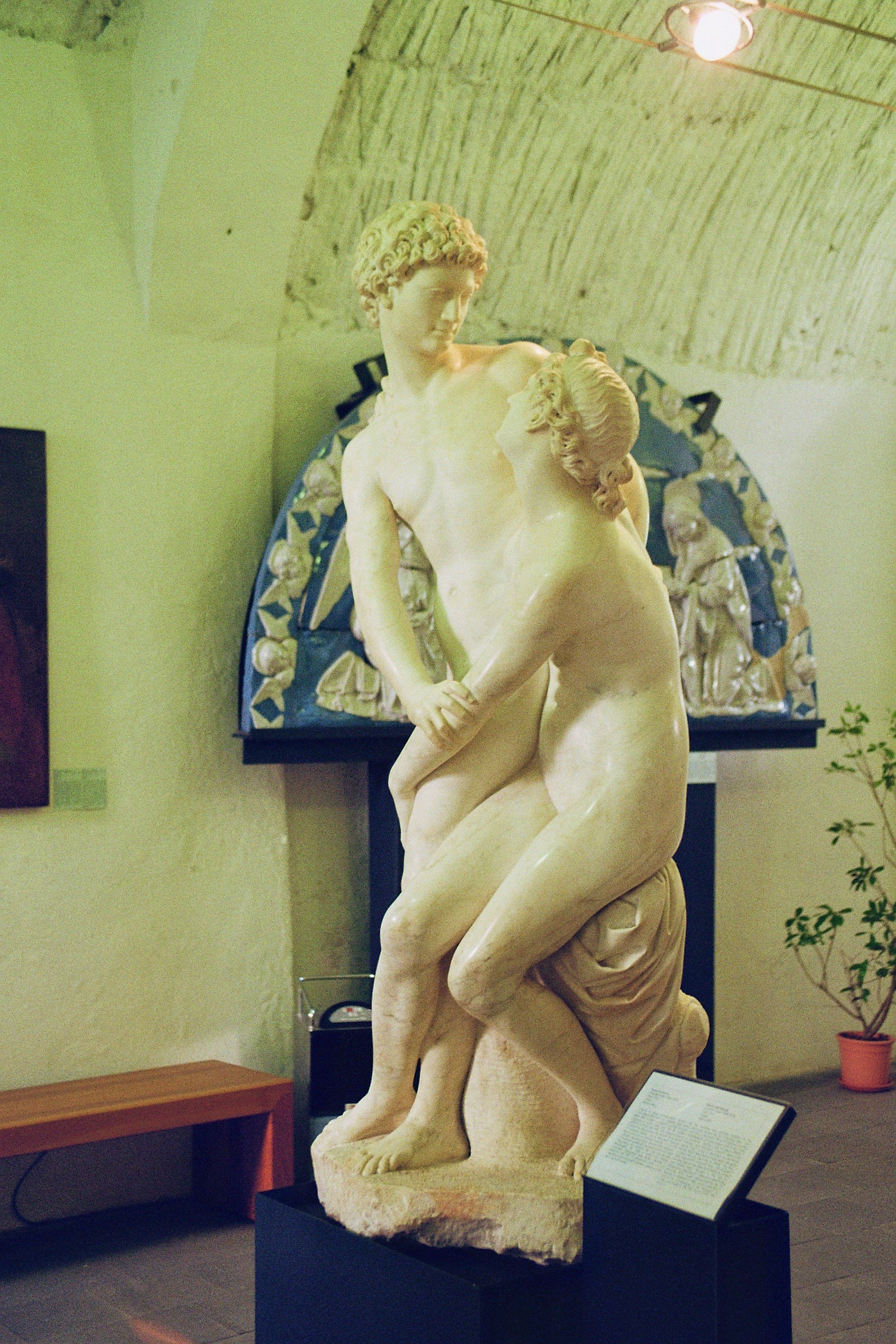
L'interiore del museo (sala D), 2010

Gli oggetti esposti sono parte di proprietà comunale, parte di proprietà statale (Fondo Edifici Culto) e parte di proprietà privata (collezione Panunzi).
Il percorso espositivo è così organizzato:
- Sala A: La Comunità
- Sala B: L'età etrusca
- Sala C: L'età romana e paleocristiana
- Sala D: La committenza e gli artisti
- Sala E: Testimonianze d'arte sacra

### Sezione archeologica (sale B e C)
In questa sezione, ordinata con criterio cronologico, è esposta la collezione archeologica del museo, composta dalla collezione donata dalla famiglia Panunzi nel 2020 e dal cosiddetto Apollo di Vicarello, dato in comodato dallo Stato. Nella sala B sono esposti reperti etruschi provenienti da questo territorio, zona cuscinetto tra Cerveteri e Veio; nella sala C trovano posto reperti d'età romana e paleocristiana, alcuni dei quali provenienti dall'importante area archeologica di Forum Clodii e l'importante scultura del dio Apollo proveniente dall'area archeologica di Vicarello, nel comune di Bracciano.

### Sezione storico artistica (sale A, D ed E)

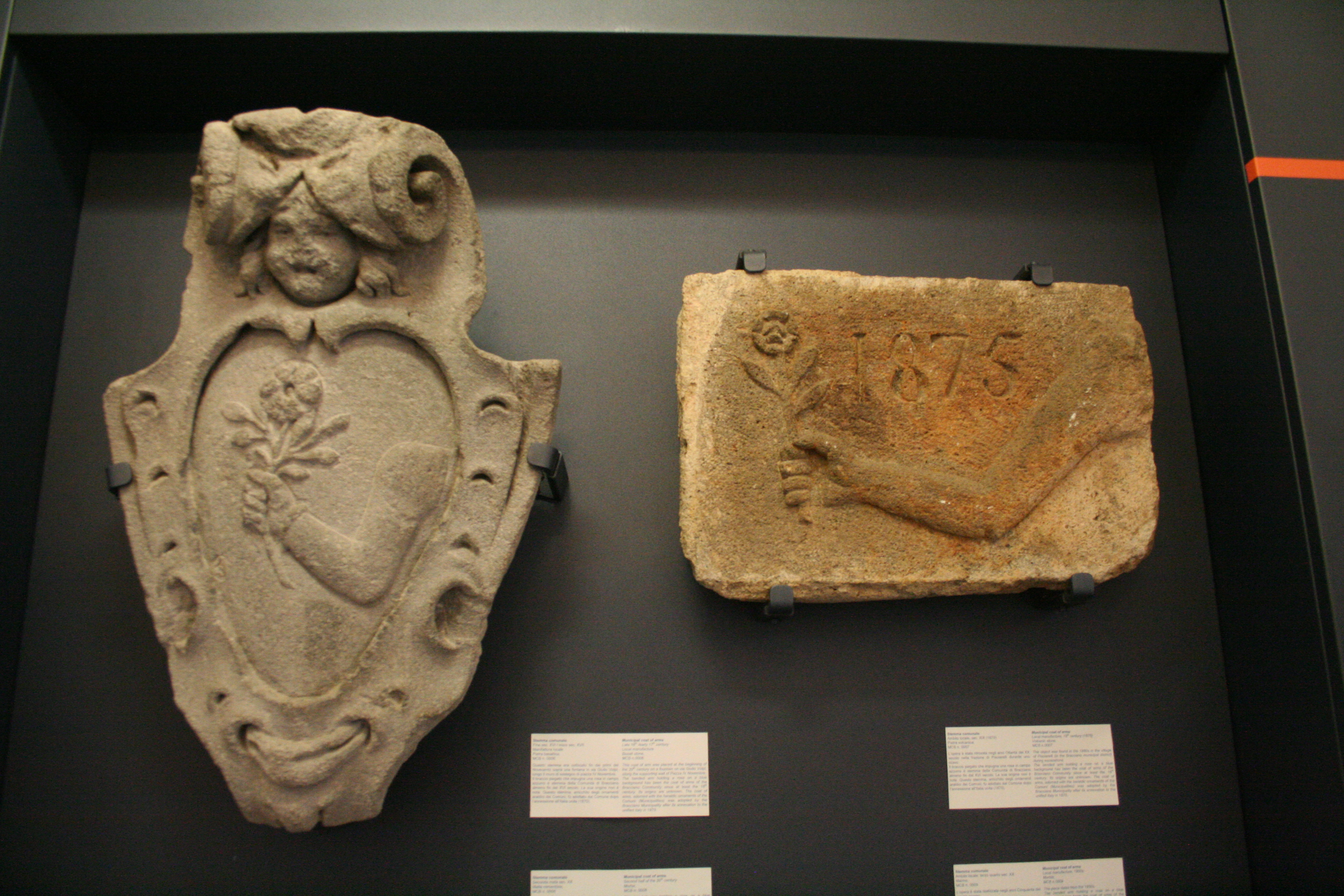
Alcuni stemmi di Bracciano conservati nella Sala A

La sala A introduce al museo e alla comunità di Bracciano, intesa come l'istituzione dalla quale ha avuto origine il Comune. Vi si trovano mappe, stemmi e alcuni oggetti legati alla vita istituzionale della città. Di particolare interesse la mappa settecentesca dell'acquedotto Odescalchi, sulla quale è riportato il sistema degli opifici locali, e il calamaio del 1609 con incisi i nomi dei Priori.
La sala D, a tema “La committenza e gli artisti”, contiene opere che furono realizzate per le maggiori committenze locali. Al centro della sala il gruppo dello scultore braccianese Cristoforo Stati (1556-1619), di impostazione manierista, di cui il Baglione scrisse nel 1642: “(…) una Venere et un Adone di finissimo marmo, (…), figure nude con sì bell'arte condotte, e sì al vivo spiranti, che innamorano chiunque loro riguarda”.
Sulla destra una mostra di fontana del XVI secolo, attribuita allo stesso artista, e una tela di Girolamo Troppa. Il dipinto, proveniente dalla chiesa di Santa Maria Novella, raffigura san Tommaso da Villanova, vescovo agostiniano, ed è databile alla seconda metà del Seicento.
Sulla sinistra una lunetta in terracotta invetriata raffigurante l'Annunciazione. L'opera, realizzata negli anni venti del Novecento, è una copia fedele di quella che si trova nello Spedale degli Innocenti a Firenze, realizzata da Andrea della Robbia intorno al 1490.
Nella sala E, a tema “Testimonianze d'arte sacra”, sono esposti oggetti, arredi e paramenti liturgici provenienti dalla chiesa di Santa Maria Novella.
Di particolare importanza il busto di Cristo attribuito alla cerchia di Andrea Bregno, datato alla fine del XV secolo. Nella vetrina ad isola, esposto su manichini resi parlanti da un dispositivo multimediale, un parato in terza del 1732 e, sul retro, un bellissimo piviale nero e oro della prima metà del XVII secolo recante lo stemma della famiglia Pamphilj.
Interessante è anche il manichino ligneo della Madonna con il suo corredo. Il manichino è databile al XVIII secolo; l'abito, in mussola di cotone stampata a piccoli mazzolini di fiori, è databile dalla sua foggia al 1840-45. Donato da un'importante dama per vestire la Madonna, dopo il restauro è tornato a far parlare di sé come abito civile.